# マイヤーズカクテル
マイヤーズカクテル（Myers' cocktail）は、医療行為としての使用を支持する充分な科学的証拠を持たない静脈内ビタミン点滴療法である。Myers' cocktailという用語は、Quackwatchの疑わしい治療法のリストに含まれている。
ビタミンB群、ビタミンC、カルシウム、マグネシウムを混和しただけのものであるが、様々な効能があると謳われている。
この名称は、ボルチモアの医師、ジョン・A・マイヤーズに由来している。マイヤーズは1984年に亡くなる前に、患者にビタミン剤を投与したと言われているが、オリジナルの処方は不明であるとされている。マイヤーの没後、2002年にアラン・ゲイビーがこの治療法を文書化して発表し、マイヤーに敬意を表して「マイヤーズカクテル」と命名した。
自然療法を信奉する医師が、クリニックやヘルススパ等で実施している。

## 参考資料
1. ↑  Ellin, Abby (2014年12月24日). “IV Drips Touted as Hangover Relief” (英語). The New York Times. ISSN 0362-4331 2020年1月14日閲覧。
2. ↑  Barrett, S (2011年3月24日). “Index of Questionable Treatments”. Quackwatch. 2013年1月24日閲覧。
3. ↑  “マイヤーズカクテル（ビタミン・ミネラル点滴） | 点滴療法研究会”. 2021年9月23日閲覧。
4. ↑  “A closer look at vitamin injections” (英語). sciencebasedmedicine.org. 2020年1月14日閲覧。
5. ↑  Gaby, Alan R. (2002-10). “Intravenous nutrient therapy: the "Myers' cocktail"”. Alternative Medicine Review: A Journal of Clinical Therapeutic 7 (5):  389–403. ISSN 1089-5159. PMID 12410623.
6. ↑  “History of IV Therapy” (英語). MyDoc Urgent Care. 2021年9月23日閲覧。
7. ↑  Verner, Amy (2010年7月12日). “Run-down execs and celebs embrace the vitamin drip”. Globe and Mail 2016年7月10日閲覧。
8. ↑  Kirkey, Sharon (2015年7月21日). “Hooking up to an IV drip is the latest health fad, but critics say there is little proof it works”. National Post 2016年7月10日閲覧。